# Mondebat
Pour les articles homonymes, voir Mondebat.
Mondebat est une ancienne commune française du département des Pyrénées-Atlantiques. Le 25 juin 1844, la commune fusionne avec Garlède pour former la nouvelle commune de Garlède-Mondebat.

## Géographie

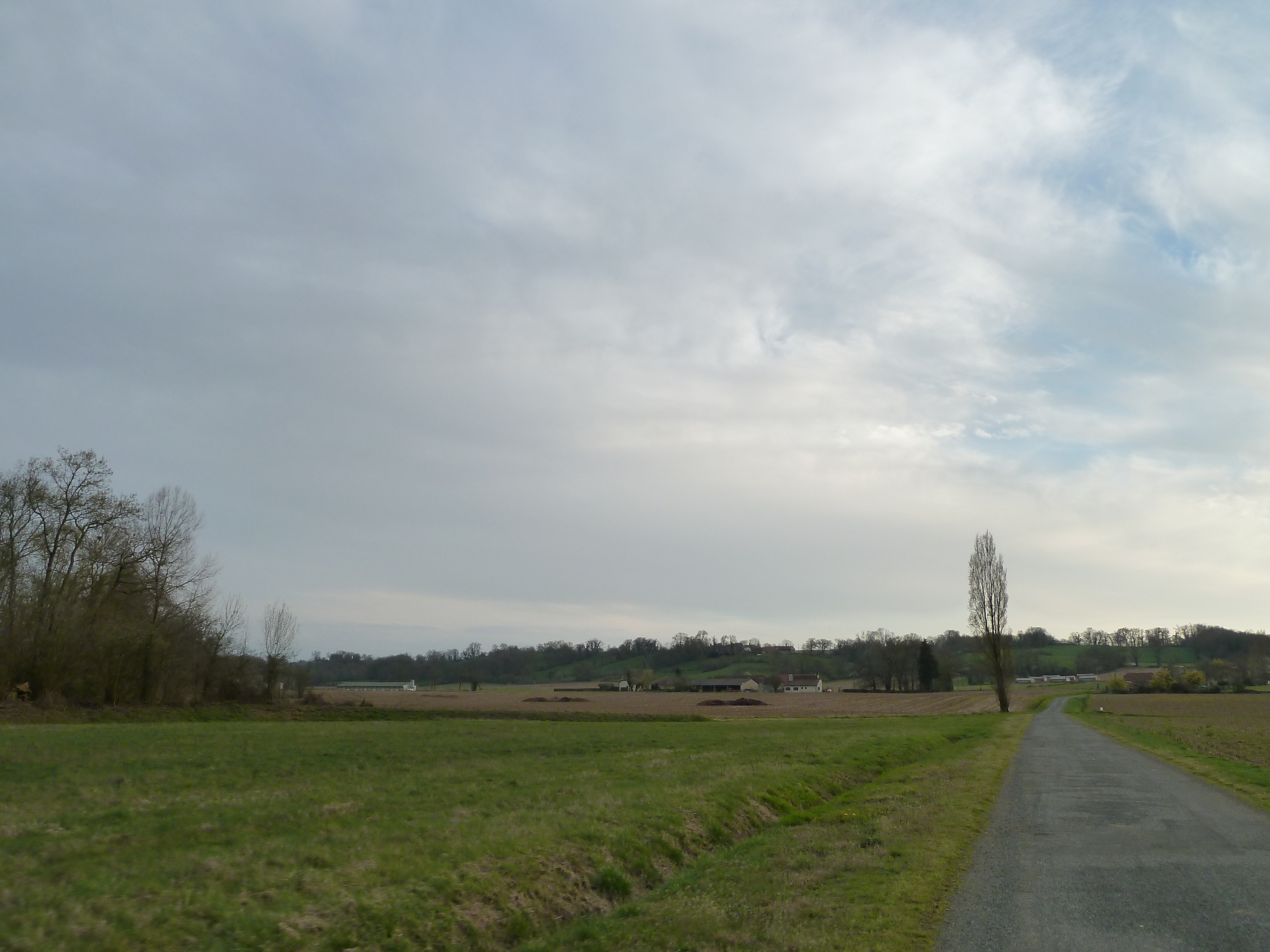
La campagne autour de Mondebat

Mondebat, à quinze kilomètres au nord de Pau fait partie du Vic-Bilh.

## Toponymie
Le toponyme Mondebat apparaît sous les formes 
Monde-Abat et Mondebag (respectivement 1385 et XIVe siècle, censier de Béarn) et 
Mondabat (1546, réformation de Béarn).

## Histoire
Paul Raymond note qu'en 1385, Mondebat comptait huit feux. À cette époque, Claracq et Garlède ne formaient qu'une seule et même paroisse, dépendant de la baronnie de Mondebat. Celle-ci, créée en 1658, comprenait Guarlède, Boucoué, Lalonquette et Mondebat, et était vassale de la vicomté de Béarn. Mondebat dépendait du bailliage de Pau.

## Démographie
| 1793 | 1800 | 1806 | 1821 | 1831 | 1836 |
| ---- | ---- | ---- | ---- | ---- | ---- |
| 124  | 142  | -    | 141  | 154  | 137  |

## Culture locale et patrimoine

### Patrimoine civil
La commune présente un ensemble de demeures et de fermes des XVIIe et XIXe.

### Patrimoine religieux
L'église Saint-André date partiellement du XIIe siècle. Elle recèle du mobilier inscrits à l'inventaire général du patrimoine culturel.

## Pour approfondir